# Нападение в Портленде
Нападение в Портленде произошло 26 мая 2017 года, когда Джереми Кристиан убил двух человек и ранил третью после расистских и антиисламских выкриков в сторону его жертв на станции Metropolitan Area Express в Портленде, США. Две жертвы: техник Рикки Джон Бест, ветеран армии США, и Талиесин Мирддин Намкай-Мече, выпускник университета, умерли после нападения. Третья жертва, Мика Дэвид-Коул Флетчер, выжила, но перенесла тяжёлые ранения.
После нападения Кристиан, назвавший себя белым националистом, был арестован по обвинению в убийстве, покушении на убийство и других преступлениях. После предъявленных обвинений Кристиан не признал себя виновным. В ноябре 2017 года он был лишён свободы. Повторное судебное разбирательство по его делу запланировано на 24 июня 2019 года. Атака была широко осуждена жилетями Портленда, политиками и сообществами по гражданским правам, некоторые из которых заявили, что нападение представляет собой акт разжигания межнациональной розни, расизма, а также провокация новых антиисламских инцидентов.

## Атака
26 мая 2017 года, около 16:30 по местному времени, Джереми Джозеф Кристиан смертельно ударил ножом двух человек и ранил третью на станции MAX Light Rail. Перед этим он выкрикнул, как позднее говорится в докладе полиции: «лучше всего будет это охарактеризовать как высказывание ненависти по поводу разнообразия этнических групп и религий» по отношению к двух женщинам. Свидетель сообщил, что Кристиан использовал антимусульманские оскорбления и кричал, что «он был налогоплательщиком, что цветные люди губили город, и у него были права первой поправки».
В то время вагон был переполнен. Все места были заняты, а некоторые пассажиры ехали стоя. Когда мужчина высказывал своё недовольство в адрес мусульманских подростков, оператор поезда это услышал, и при помощи громкоговорителя сказал, чтобы тот, кто создаёт возмущение, немедленно покинул поезд. Мужчина не реагировал на замечания оператора. Объектом давления мужчины была молодая 17-летняя мусульманка, одетая в хиджаб, и её подруга — чернокожая 16-летняя девочка. Мужчина говорил девочкам, чтобы они «вернулись в Саудовскую Аравию», ушли из «его страны» и сказал, что «они — ничто, и должны убить себя». Также сообщается, что он говорил, что «мусульмане должны умереть». Испугавшись, пара переместилась в заднюю часть поезда, в то время как трое мужчин, находившихся рядом, вмешались и пытались остановить Кристиана. По словам свидетеля, один из вмешавшихся мужчин громко попросил Кристиана, сойти с поезда. Свидетель сказал, что мужчины пытались создать «буферную зону» между Кристианом и девочками. Один из мужчин слегка оттолкнул Кристиана, на что он ответил: «прикоснись ко мне снова, и я убью тебя». По словам полиции, после этого Кристиан смертельно ранил Джона Беста и Намкай-Мече, а также ранил Мика Флетчера, ударив их по шее ножом.